# Aston Martin DB9
Der Aston Martin DB9 ist ein von Anfang 2004 bis Mitte 2016 angebotener Sportwagen des britischen Automobilherstellers Aston Martin.
Das Kürzel DB steht für David Brown, den langjährigen Eigentümer von Aston Martin.

## Modellgeschichte
Die formale Premiere des Fahrzeugs fand auf der IAA 2003 mit dem 2+2-sitzigen Coupé statt. Beim 2+2-sitzigen Cabriolet namens DB9 Volante erfolgte die formale Premiere auf der North American International Auto Show (NAIAS) 2004.
Er wurde von Januar 2004 bis Juli 2016 in der Aston-Martin-Manufaktur in Gaydon gebaut.
Aston Martin hoffte, jährlich ca. 5000 Exemplare des DB9 weltweit absetzen zu können, was in etwa den Verkaufszahlen der Mitbewerber Ferrari F430 und Porsche 911 Turbo entspricht und den Fortbestand der Marke vorerst sichern sollte.
Tatsächlich wurden es deutlich weniger. In Summe wurden in zwölf Produktionsjahren rund 16.500 Fahrzeuge verkauft. Obwohl die Produktion erst vor einigen Jahren endete, wird der Aston Martin schon jetzt von vielen Fachleuten als future classic eingestuft. Nachdem gebrauchte Aston Martin DB9, vor allem jene der ersten Generation mit 450 BHP (455 PS), zwischendurch für unter 50.000 € zu erhalten waren, ziehen die Preise langsam an. Besonders beliebt sind Modelle ab 2012, wobei am teuersten manuell geschaltete LHD-Fahrzeuge ab 2008 gehandelt werden. Diese Fahrzeuge haben schon die höhere Leistung von 470 BHP (476 PS). Ab 2012 fiel die optionale Handschaltung aus dem Programm. Der immense Preisunterschied von rund 100 % erklärt sich durch die äußerst geringe Zahl an handgeschalteten Fahrzeugen. Insgesamt wurden nur 385 Coupe und 237 Volante verkauft. Diese Zahl verteilt sich noch dazu auf Versionen mit 450 BHP und RHD, sodass die tatsächliche Zahl an Fahrzeugen mit LHD und 470 BHP weit darunter liegen dürfte.

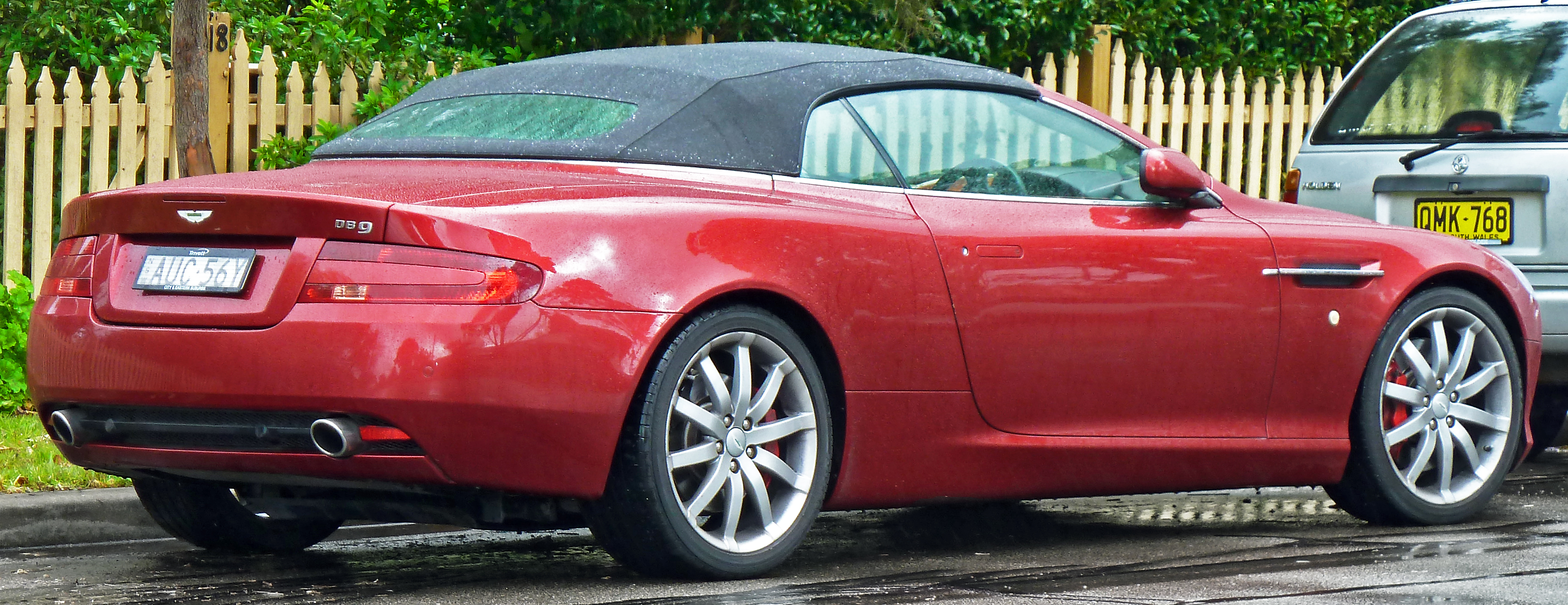
Heckansicht
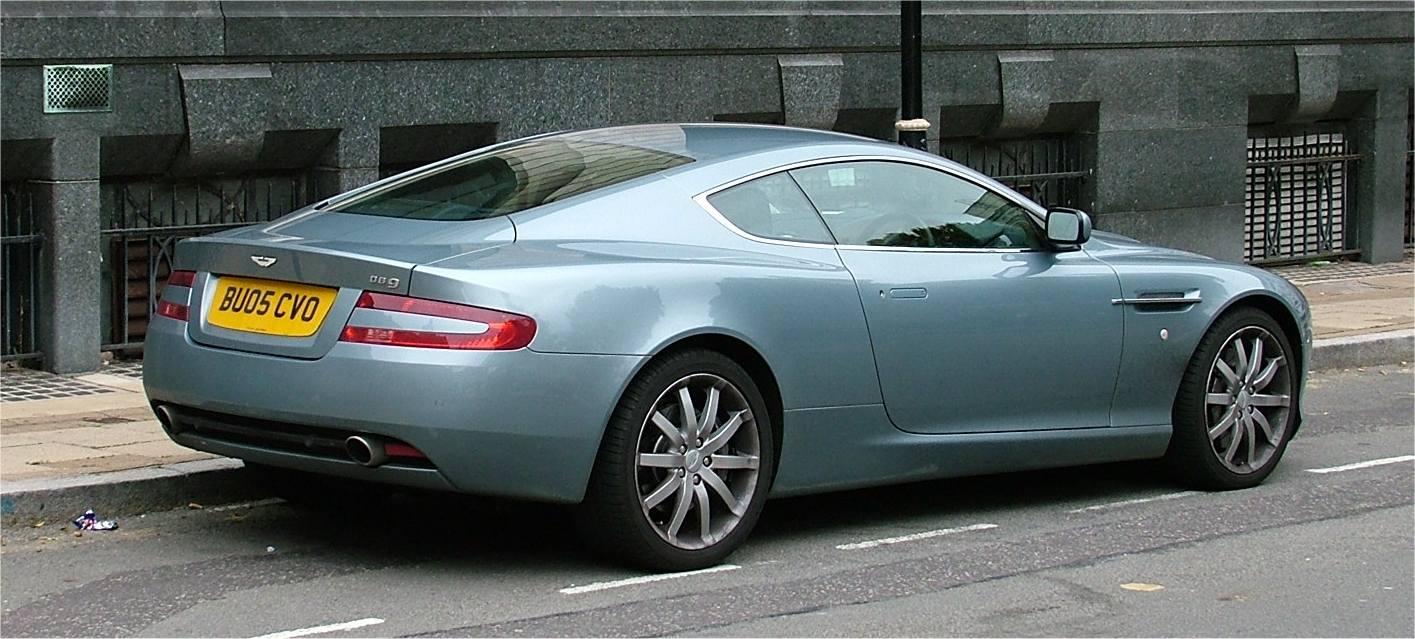
Aston Martin DB9 Coupé (2004–2008)

### Modellpflegen

#### 2008
Im Juli 2008 überarbeitete Aston Martin den DB9. Diese Modellpflege beinhaltete vor allem die Steigerung der Motorleistung sowie eine neu gestaltete Mittelkonsole. Äußerlich blieb der DB9 nahezu unverändert, es gibt nur drei Erkennungsmerkmale des Modelljahres 2009: ein neuer eloxierter Aluminium-Kühlergrill mit fünf Stäben, vom DBS abgeleitete Außenspiegel und 19-Zoll-Leichtmetallfelgen mit 5 Speichen aus dem DB9-Sportpaket. Die Nennleistung wurde auf 350 kW (476 PS) erhöht und wird nun bei 6.000/min erreicht. Die Beschleunigungsdauer des Automatikfahrzeuges von 0 km/h auf 100 km/h wird von 5,1 s auf 4,8 s verbessert, jene des Fahrzeuges mit handgeschaltetem Getriebe von 4,9 s auf 4,8 s. Der DB9 des Modelljahres 2009 beinhaltet auch einige Fahrwerksentwicklungen für das Coupé und den Volante. Zusätzlich zu den überarbeiteten oberen Querlenkern und den neu abgestimmten Aufhängungsbuchsen wurden Bilstein-Dämpfer eingeführt, um die Fahrdynamik zu verbessern.

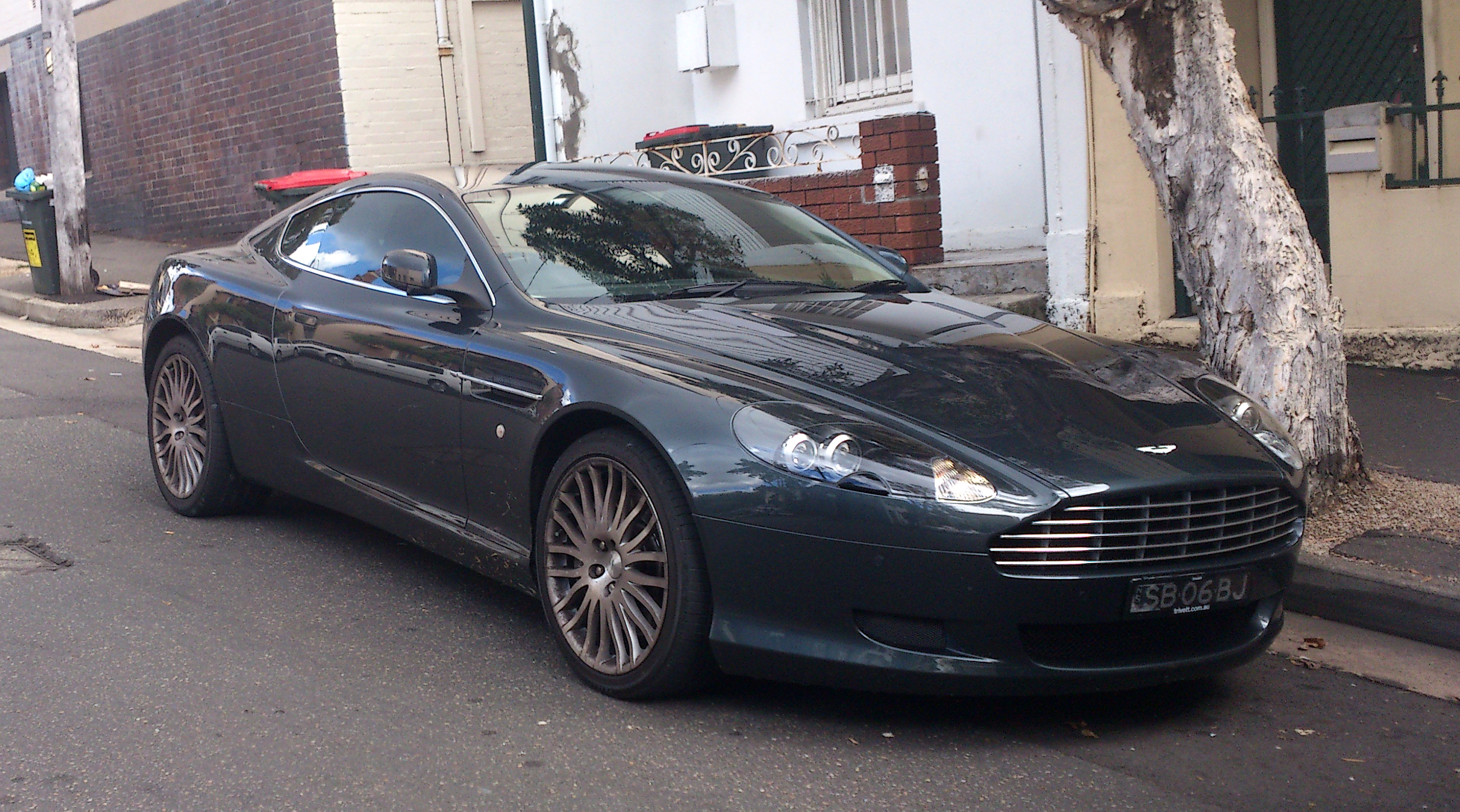
Aston Martin DB9 Coupé (2008–2010)
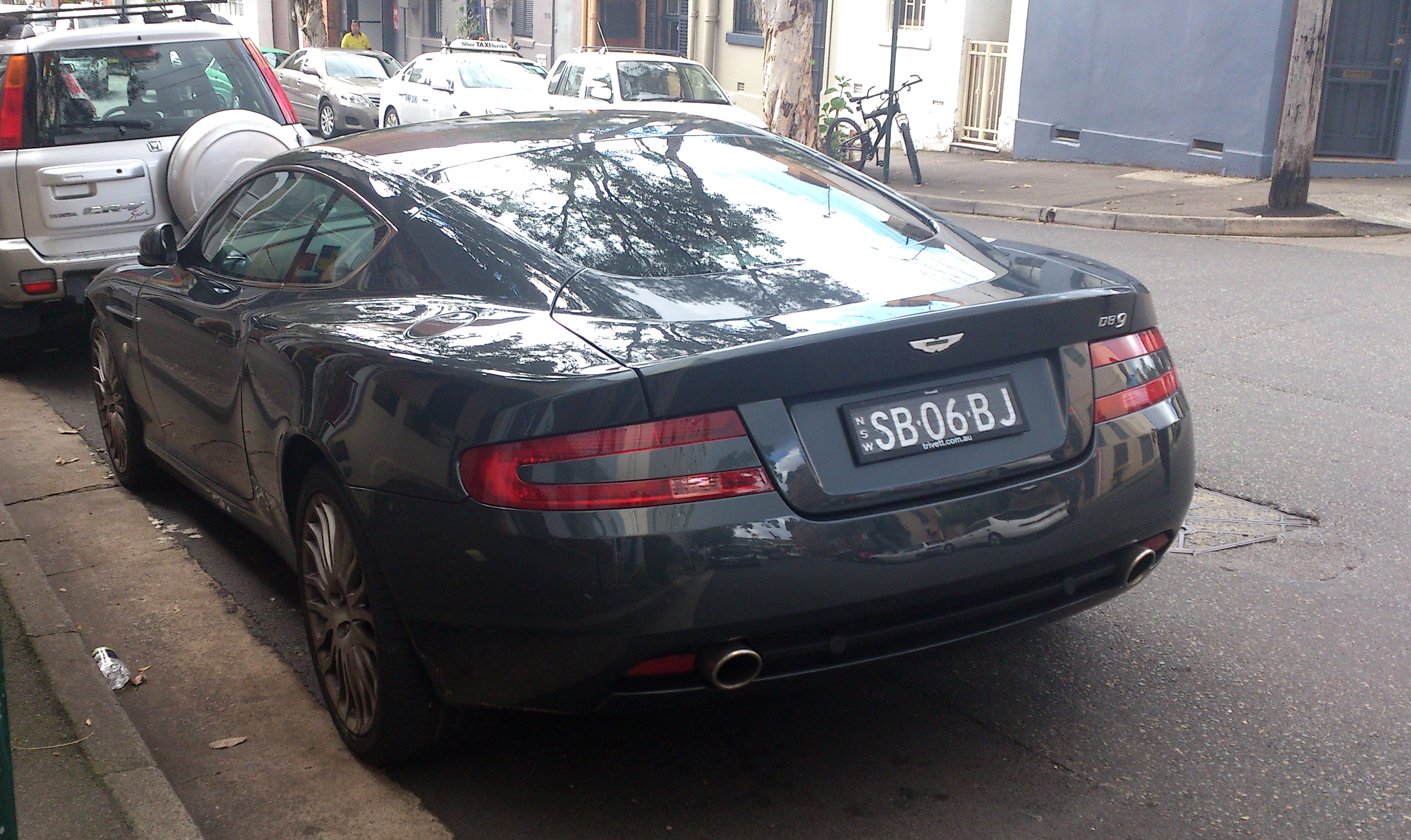
Heckansicht

#### 2010
Im Jahr 2010 wurde das Aussehen des Fahrzeugs etwas verändert. Das begehrte Premium-Sportpaket wurde als Option angeboten und enthielt das adaptive Dämpfungssystem des DBS. Die Motorleistung blieb unverändert mit 476 PS. Äußerlich waren die kleinen Änderungen – abgesehen von den Rücklichtern, die nun Klarglas, wie der DBS erhielten – kaum erkennbar. Die vorderen Stoßfänger erhielten nebst tiefer platziertem unterem Lufteinlass, der ein Gitter bekam, einen neu designten Kühlergrill. Auch die Seitenschweller enthielten ebenso wie die 20 Zoll-Felgen dezente Überarbeitungen. Das Heck von Aston Martin DB9 Coupé und DB9 Volante zieren fortan neue Klarglas-Rückleuchten.

#### 2012
Im Oktober 2012 wurde der DB9 umfassend überarbeitet. Das Design unterscheidet sich nun etwas mehr als bei den Modellpflegen 2008 und 2010 vom bisherigen DB9. Der DB9 wurde weiterhin als Coupé und Volante angeboten. Außen kennzeichnen den modifizierten Aston Martin DB9 leicht erkennbar die neu gezeichnete Frontschürze mit riesigem, nur noch einteiligen unteren Lufteinlass, überarbeitete Bi-Xenon-Scheinwerfer (unschwer zu erkennen durch die neue eingefügte LED-Leiste), Entlüftungskiemen mit Querlamellen, die höhere Spoilerlippe sowie der neu gestaltete Diffusorbereich. Viele Elemente wurden vom Virage übernommen, der aus dem Modell-Programm genommen wird. Signifikante Änderungen erfährt der Aston Martin DB9 unter der Haube. Der Motor entwickelt mit seinen 517 PS ein maximales Drehmoment von 620 Newtonmetern. Damit liegt dieselbe Leistung an wie beim gleichzeitig in Verkauf befindlichen Premium-Modell DBS (2007), der aber auch 2012 durch den Aston Martin Vanquish (2012) abgelöst wurde. Durch die Leistungssteigerung sinkt die Zeit für den Sprint von Null auf 100 km/h von 4,8 auf 4,6 s. Die Sprintzeit ist damit vor allem aufgrund anderer Getriebeabstimmung um 0,3 Sekunden länger als beim gleich starken DBS 2007. Die Höchstgeschwindigkeit bleibt weiterhin bei 295 km/h. Hinter neugestalteten Leichtmetall-Felgen sitzen beim Aston Martin DB9 nun serienmäßig Keramik-Karbon-Bremsen von Brembo, die 12,5 Kilogramm leichter als Stahlbremsen sein sollen. Zudem erhält der Sportwagen die neuste Generation des Adaptiven Dämpfungssystems (ADS), das nun mit „Normal“, „Sport“ und „Track“ drei verschiedene Einstellmöglichkeiten bietet.

#### Aston Martin DB9 Spyder Centennial Zagato, 2013
Anlässlich des 100-jährigen Bestehens von Aston Martin im Jahr 2013 baute das italienische Designstudio Zagato ein Einzelstück mit dem Namen DB9 Spyder Centennial auf Basis des DB9 Volante. Es wurde bei der Feier anlässlich des 100-jährigen Markenjubiläums in den Kensington Gardens, London im Juli 2013 vorgestellt und innerhalb eines Jahres aufgebaut.

#### 2015
Am 24. Juni 2015 wurde unter dem Namen DB9 GT eine überarbeitete Version des DB9 präsentiert. Innen kommt das Infotainmentsystem AMi II zum Einsatz, ab dem Modelljahr 2017 das AMi III. Das Kürzel GT wurde auch bei anderen DB-Modellen beispielsweise dem DB4 GT und dem DB7 GT verwendet. Der Motor leistet nun 547 PS.

#### 2016
Zum Produktionsende der Baureihe wurde eine Sonderserie von 9 Coupés und 9 Volantes aufgelegt, die „Last of 9“. Die letzten 9 vom Band gelaufenen Coupés und Volantes erhielten eine spezielle Ausstattungs- und Farbkombination, die es so zuvor nicht gegeben hat; u. a. Sonderlackierung in cumberland grey, Dachhimmel aus Cashmere (Coupé), Holzkonsole aus „fiddleback straight grain“, Aston Martin Wings aus Perlmutt und „Last of 9“-Stickereien.

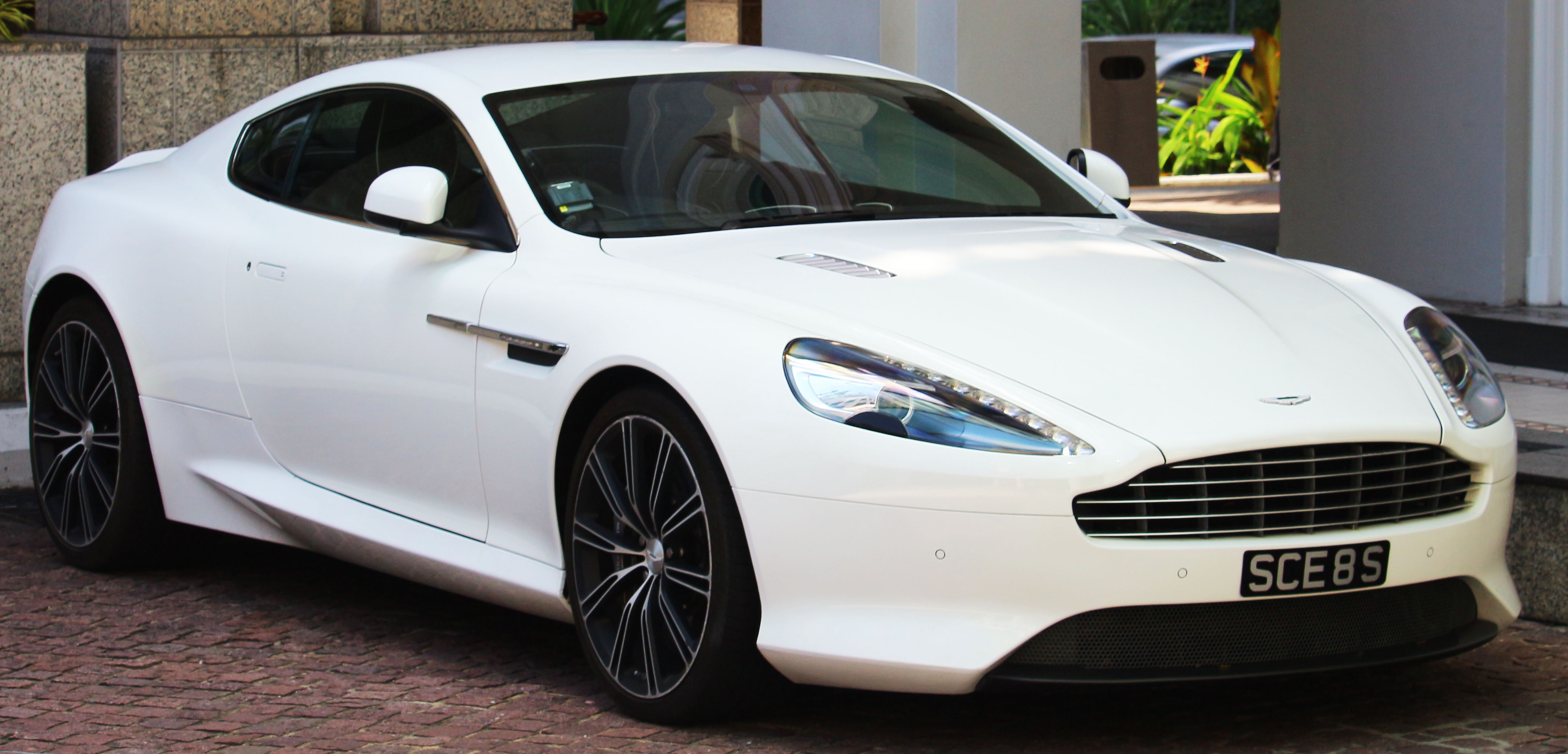
Aston Martin DB9 Coupé (2012–2015)
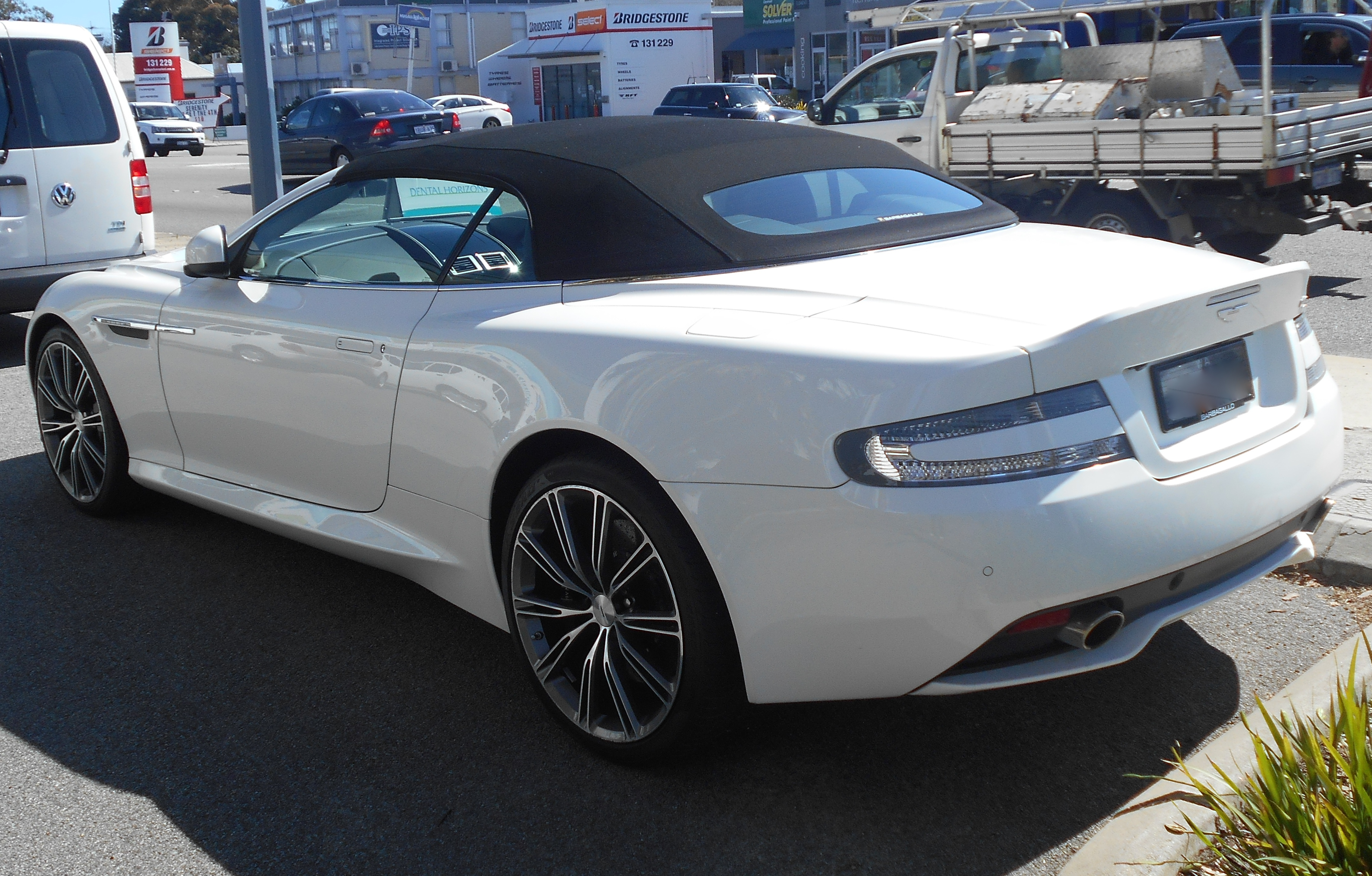
Heckansicht des Volante
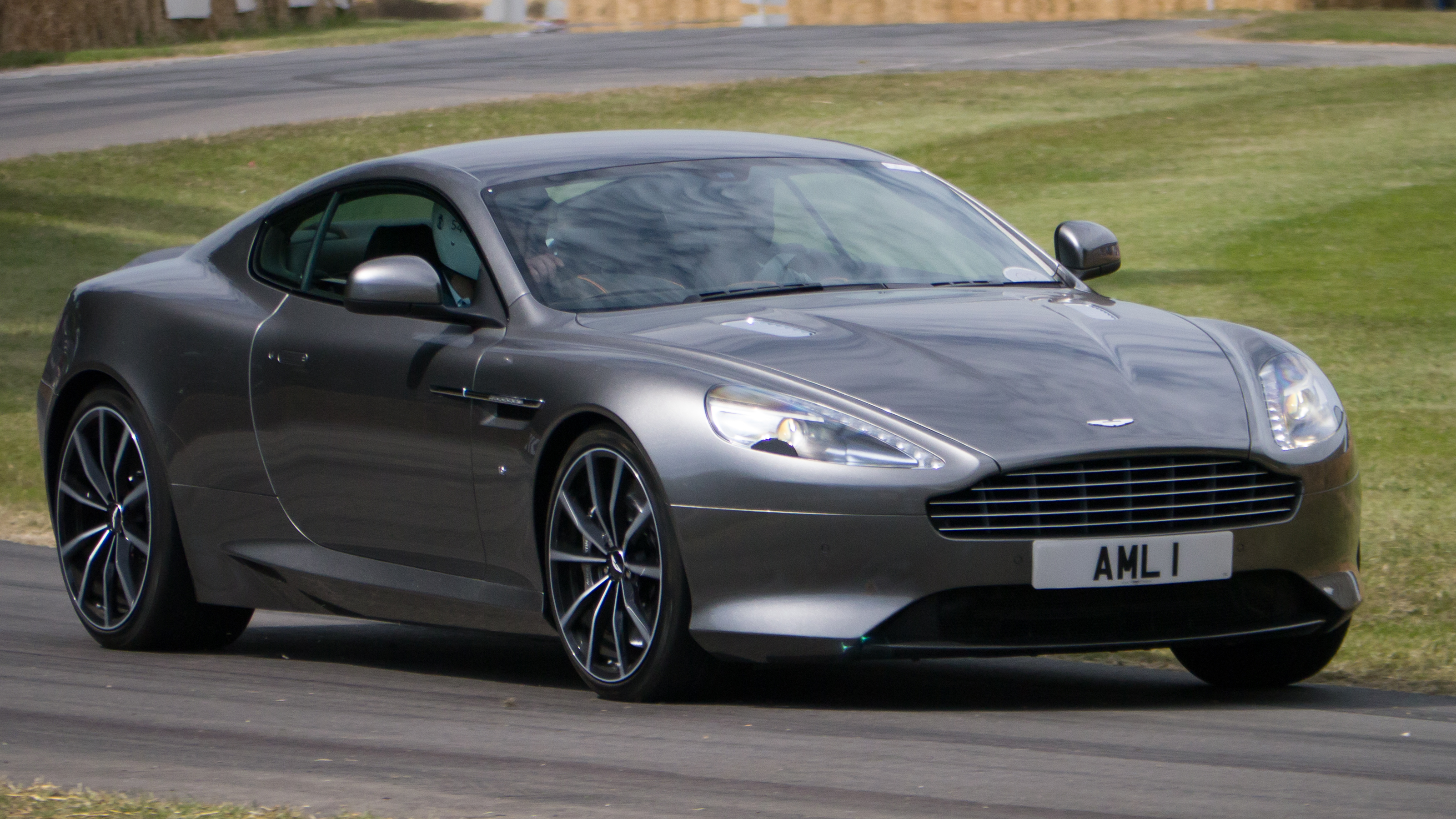
Aston Martin DB9 GT Coupé (2015–2016)

## Fahrzeugcharakteristika

### Motor

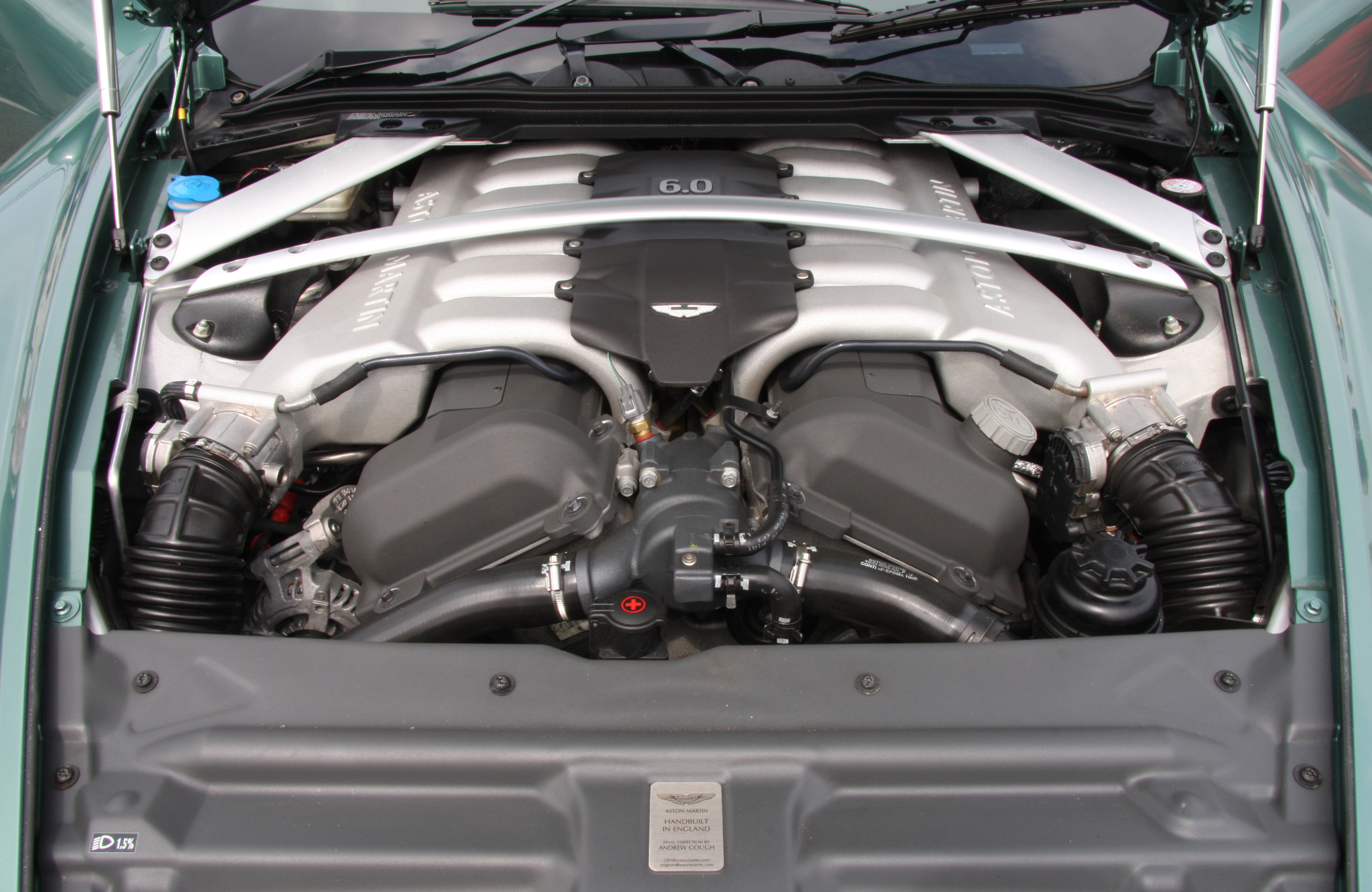

Beiden Modellen gemein ist der aus dem V12 Vanquish entnommene V12-Motor, der dort ursprünglich maximal 335 kW (456 PS) leistete. Der V12-Motor war keine Eigenentwicklung von Aston Martin, sondern stammte eigentlich von Ford. Der 5.9 Liter (5935 cm³) V12 DOHC Duratec Motor mit einer Leistung von bis zu 603 PS und einem Drehmoment jenseits der 570 Nm bei einer Bohrung und einem Hub von 89,0 mm × 79,5 mm wurde im Motorenwerk Köln exklusiv für Aston Martin Lagonda (AML) gefertigt. Die Grund-Version des V12 Motors basierte auf dem 3.0l V6 Duratec, der zum Beispiel im Ford Mondeo ST220 zum Einsatz kam. Diesen 3.0l-V6 Duratec entwickelte Ford gemeinsam mit Porsche und Cosworth. Ein kleines Team der V-Motoren-Entwicklungsabteilung in den USA machte dann aus zwei 3.0l V6 Motoren, und einigen Bauteilen aus der amerikanischen V8-Motorenbaureihe, einen 5.9l V12 und damit den größten Motor, der je in Köln vom Band lief. Nach Einführung des DB7 Vantage mit V12-Motor 1999 bildete dieser Motor 20 Jahre die Basis für alle Motoren, wobei die Leistung ständig gesteigert wurde, der Hubraum aber unverändert blieb – sieht man von den limitierten Modellen wie dem One-77 ab.
Bei der Modellpflege im Jahr 2008 wurde die maximale Leistung des Motors zuerst auf 350 kW (476 PS), 2012 auf 380 kW (517 PS) und 2015 auf 402 kW (547 PS) erhöht. Im Jahr 2012 leistete der DB9 daher gleich viel PS wie das Spitzenmodell DBS. Durch die andere Übersetzung wurde davor vorgesorgt, dass der DB9 schlechtere Beschleunigungswerte aufwies. Daneben unterschieden sich die Modelle aber auch durch Spoiler, Diffuser, Bodenfreiheit u. ä., die dem DBS einen sportlicheren Auftritt verliehen.
Im DB9 GT leistet der 5,9-Liter-V12-Motor nun maximal 402 kW (547 PS) und beschleunigt den Sportwagen in 4,5 Sekunden von 0 auf 100 km/h.

### Karosserie und Fahrwerk
Das Fahrzeug wurde in den zwei Karosserievariante Coupé und Cabriolet gebaut. Es wurde von Ian Callum entworfen, sein Nachfolger Henrik Fisker vollendete es.
Das Aluminium-Monocoque wurde bei der Modellpflege 2012 so umfangreich modifiziert, dass quasi ein vollständig neues Fahrzeug entstand. Wesentliche Technikbausteine, wie das Aluminium-Monocoque und die Radaufhängung teilt sich der DB9 mit dem Vanquish.
Der 2015 vorgestellte DB9 GT ist äußerlich neben den Plaketten u. a. an den schwarz lackierten Splitter und Diffusor sowie neuen Rädern erkennbar.

### Verwandte Fahrzeuge
Das Fahrzeug basiert auf der VH-Plattform von Aston Martin.
Im Jahr 2007 erschien mit dem DBS ein auf dem DB9 basierender Nachfolger des Vanquish, der die Rolle des neuen Flaggschiffs von Aston Martin übernahm. 2012 löste ein neues, wiederum Vanquish genanntes Modell den DBS ab.
Mit dem tiefgreifenden Facelift des DB9 im Jahr 2012 wurde die Produktion des Virage eingestellt.

## Technische Daten
|                            | DB9                        | DB9                        | DB9                        | DB9 GT                     |
| -------------------------- | -------------------------- | -------------------------- | -------------------------- | -------------------------- |
| Bauzeitraum                | 01/2004–06/2008            | 07/2008–09/2012            | 10/2012–06/2015            | 07/2015–07/2016            |
| Zylinder/Motorbauart       | Zwölfzylinder-V-Motor      | Zwölfzylinder-V-Motor      | Zwölfzylinder-V-Motor      | Zwölfzylinder-V-Motor      |
| Ventilanzahl               | 48                         | 48                         | 48                         | 48                         |
| Hubraum                    | 5935 cm³                   | 5935 cm³                   | 5935 cm³                   | 5935 cm³                   |
| max. Leistung bei min−1    | 335 kW (456 PS)/6000       | 350 kW (476 PS)/6000       | 380 kW (517 PS)/6500       | 402 kW (547 PS)/6750       |
| max. Drehmoment bei min−1  | 570 Nm/5000                | 600 Nm/5000                | 620 Nm/5500                | 620 Nm/5500                |
| Antrieb                    | Hinterradantrieb           | Hinterradantrieb           | Hinterradantrieb           | Hinterradantrieb           |
| Getriebe                   | 6-Gang-Schaltgetriebe      | 6-Gang-Schaltgetriebe      | 6-Stufen-Automatikgetriebe | 6-Stufen-Automatikgetriebe |
| Getriebe, optional         | 6-Stufen-Automatikgetriebe | 6-Stufen-Automatikgetriebe | —                          | —                          |
| Leergewicht                | 1760 kg (1)                | 1710 kg                    | 1785 kg                    | 1785 kg                    |
| Tankinhalt                 | 72 l                       | 80 l                       | 78 l                       | 78 l                       |
| Treibstoff                 | Super                      | Super                      | Super                      | Super                      |
| Höchstgeschwindigkeit vmax | 301 km/h                   | 306 km/h                   | 295 km/h                   | 295 km/h                   |
| Beschleunigung, 0–100 km/h | 4,9 s (5,1 s)              | 4,8 s                      | 4,6 s                      | 4,5 s                      |

- Werte in runden Klammern gelten für Fahrzeuge mit optionalem Schaltgetriebe